# Бегляр-мечеть
Бегляр-мечеть (азерб. Bəylər məscidi) — мечеть, розташована в місті Баку, в історичній частині Ічері-шехер, навпрои Воріт Мурада Палацу Ширваншахів.
Згідно з розпорядженням Кабінету Міністрів Азербайджанської Республіки «Про історичні та культурні пам'ятки» Бегляр-мечеть є «пам'яткою історії та культури національного значення».

## Історія
Мечеть побудована в 1895 році на місці більш старої мечеті. У будівництві брали участь сини Мухаммеда Ашума аль-Бакуї — Гаджи-баба та Гаджи Джавад, а також Муртуза Мухтаров, каліграф Ібрагім Ширвані, Мир Алі ан-Нагі, Мир Тагі, архітектор Сеїд Гусейн.
При будівництві цієї мечеті, при збереженні місцевих рис архітектури, були закладені нові архітектурні традиції. Вперше тут була зроблена спроба застосувати прийоми, властиві архітектурній школі періоду правління ширваншахов  . Однак, в будові самої мечеті, якщо не враховувати мінарет і купол, немає нічого спільного з класичними рисами палацу ширваншахов в Баку.

## Архітектура
В архітектурі мечеті поєднуються західні, східні та місцеві традиції  . Мечеть має вестибюль, молитовний зал і декорований михраб. Молитовний зал мечеті трьохнавний. Таке членування характерне для мечетей Азербайджану, що будувалися з другої половини XIX століття, і зустрічається не тільки у мечетей Баку та Апшерону, але й Ширвана, Карабаху, Куби, Шекі і Загатали. Схожі будівлі є у тюркських народів в епоху феодалізму .
Помітні елементи еклектики, які використані в об'ємній композиції і трактуванні фасаду. Портал опрацьований в дусі місцевих архітектурних традицій, вікна виконані у формі підкови . Стіни гострокінцевого куполу прикрашені різьбленням по каменю. Незважаючи на те, що стрілчасті склепіння, що підпирають купол, виражені тонким контуром, близьким до напівкруглої форми, характер будови інтер'єру, що тримають склепіння, колон і архітектурних деталей опрацьований з метою бути схожим на палац Ширваншахів .
Мінарет мечеті є прикладом тих, існуючих раніше мінаретів, які відродилися і отримали подальший розвиток у Ширвані з другої половини XIX століття.
Пізніше більшість споруджуваних в Баку і на Апшероні мечетей за винятком невеликих стилістичних відхилень, зберігали загальну архітектурну ідею, притаманну Бегляр-мечеті. До таких належить, наприклад мечеть Касум-бека, побудована в 90-х рр. XIX століття архітектором Мешаді Мірза Кафар Ізмайловим на вулиці Карантинній (нині — Азі Асланова) . 

## Галерея

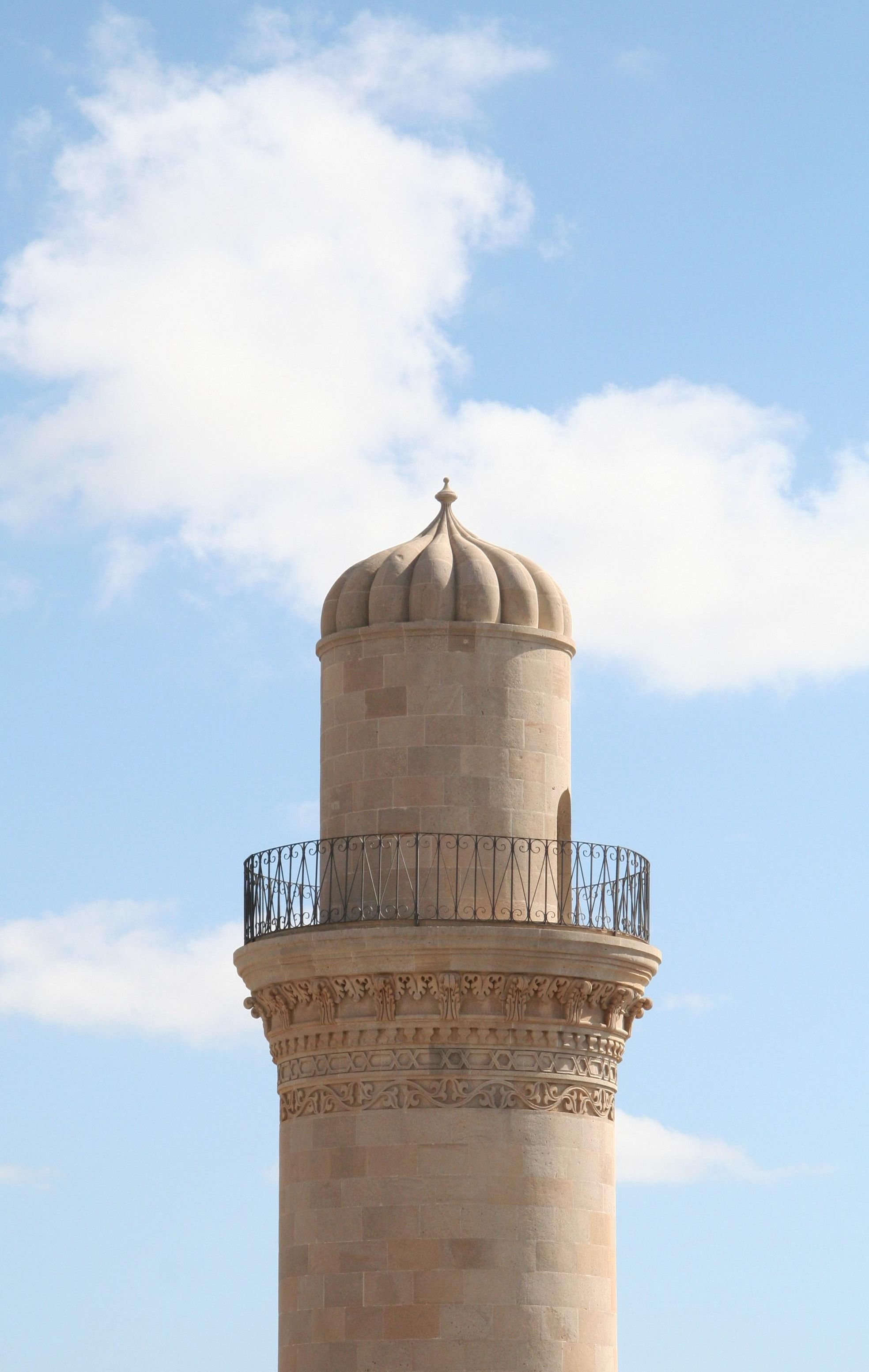
Мінарет
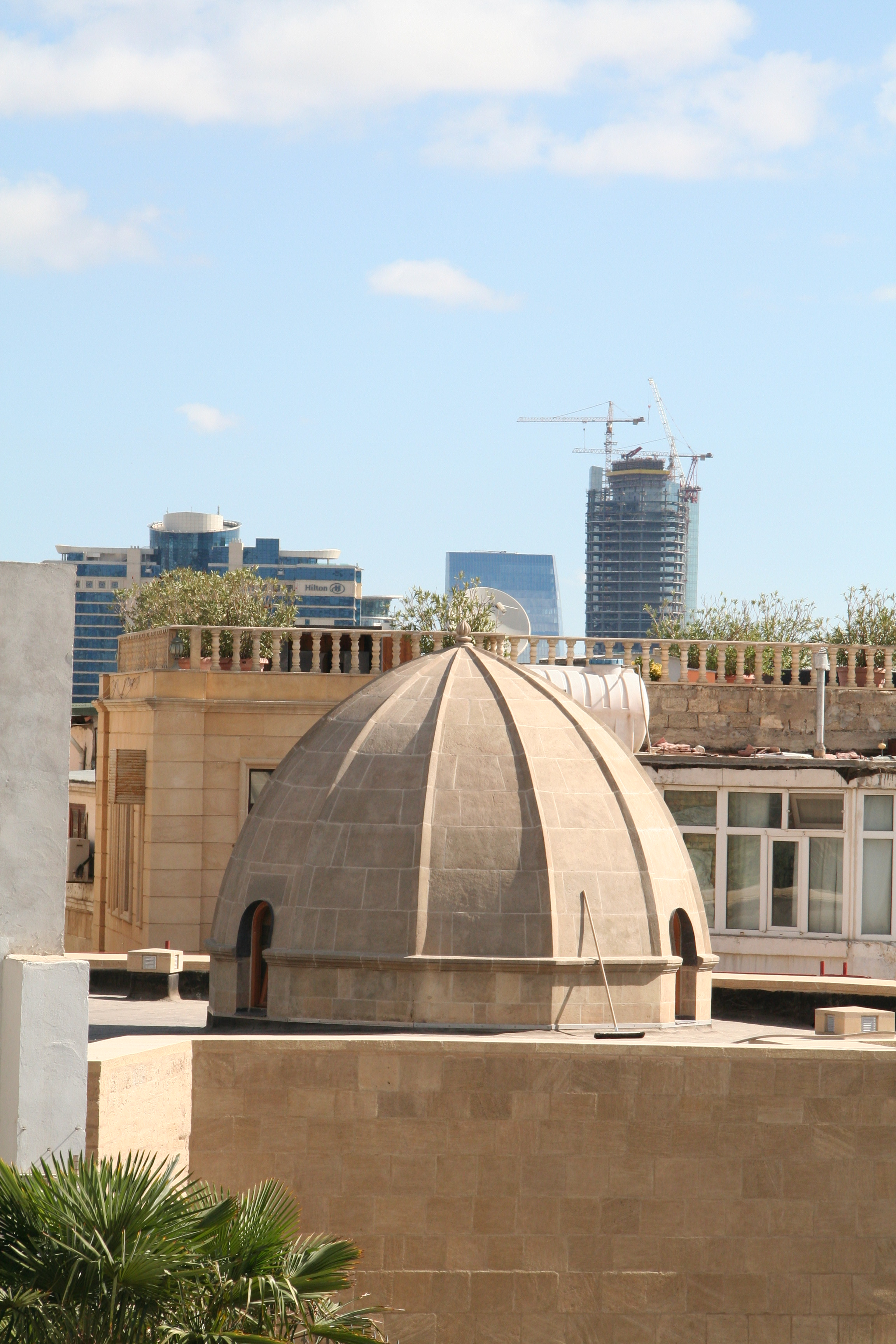
купол
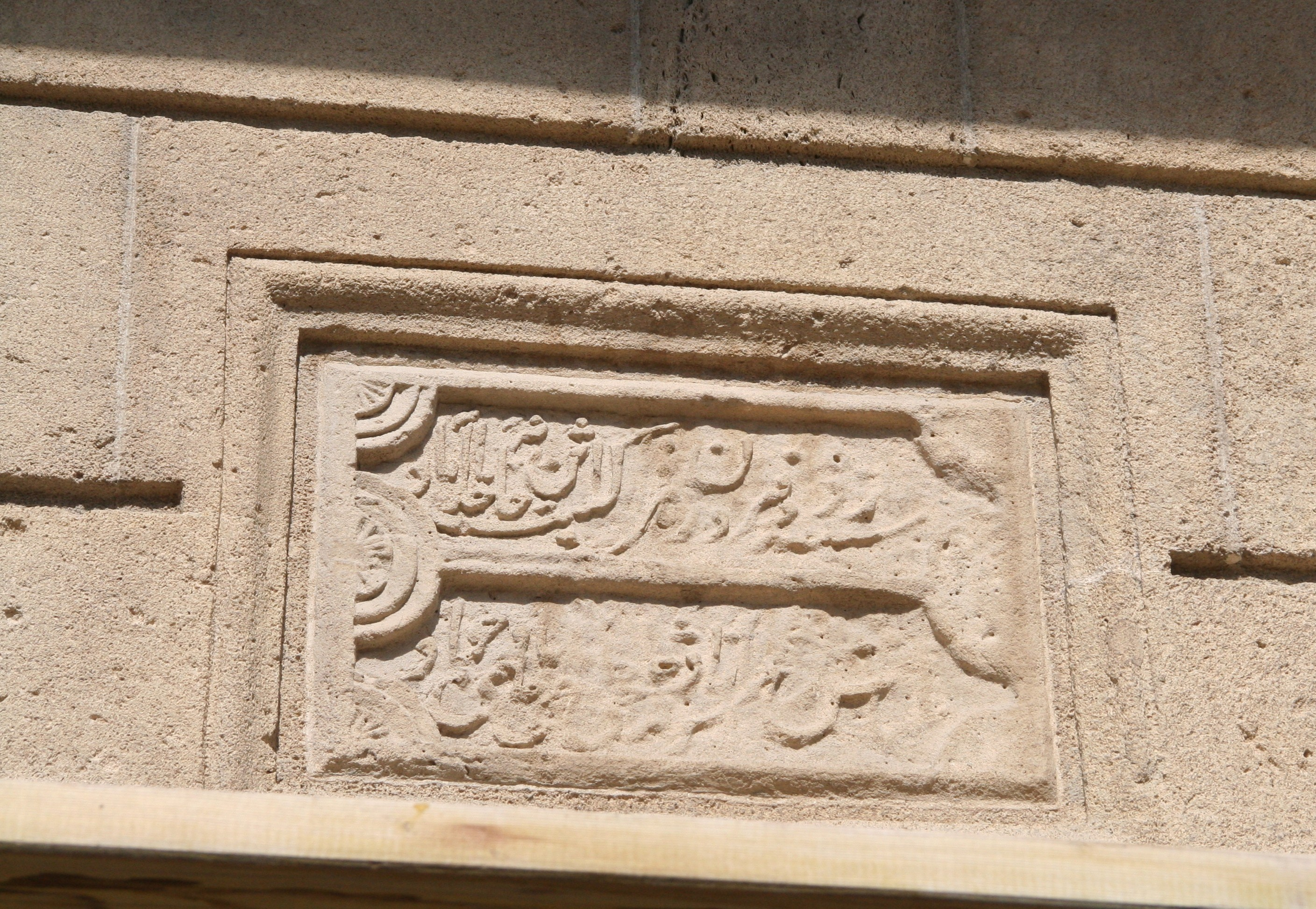
Кітабе